# Studia nad nauką i techniką
Studia nad nauką i techniką (pod wpływem języka angielskiego: studia nad nauką i technologią), także społeczne studia nad nauką i techniką (lub społeczne studia nad nauką i technologią), STS (od ang. science and technology studies albo science, technology and society) – nurt badań interdyscyplinarnych badający relacje między nauką, techniką a społeczeństwem, korzystający z metod badawczych socjologii, antropologii, filozofii i innych dziedzin.
Istotne organizacje międzynarodowe promujące ten nurt badań to EASST (European Association for the Study of Science and Technology) oraz 4S (Society for Social Studies of Science). Jedną z najważniejszych nagród w tym nurcie jest Nagroda Ludwika Flecka, przyznawana przez 4S. Ludwik Fleck jest uznawany za pioniera i patrona studiów nad nauką i techniką.
Przykładowe czasopisma naukowe publikujące artykuły w tym nurcie to „Social Studies of Science”, „Science Technology and Human Values” (oba po angielsku) lub „Avant” (po polsku).
Socjologia nauki proponowana przez Roberta Mertona stawiała sobie cele zbliżone do STS, jednak nie analizowała wpływu czynników społecznych na treść twierdzeń naukowych. W ramach STS, między innymi pod wpływem prac Thomasa Kuhna oraz programu socjologii wiedzy rozwijanego przez szkołę edynburską, nie przyjęto tego rozgraniczenia. Przykładami prac z zakresu nauk społecznych, niespełniających kryterium Mertona, są etnografie laboratorium, czyli uczestniczące badania jakościowe, realizowane przez Bruno Latoura i Steve'a Woolgara, Karin Knorr-Cetinę, Michaela Lyncha. W tych badaniach opisywane były nie tylko realia codziennej pracy w laboratoriach, ale również ich wpływ na wiedzę naukową.
STS bywa łączone z konstruktywizmem społecznym, przez co niektóre z powyższych badań były krytykowane w trakcie sprawy Sokala.
Teoria aktora-sieci ma źródła we wspomnianych badaniach z zakresu STS; nadal bywa też często używana przez przedstawicieli tego nurtu.
Mimo różnic w założeniach teoretycznych badacze STS często współpracują z przedstawicielami nauki ścisłych. Praktyczne zastosowania STS obejmują elementy nauki obywatelskiej (np. science shops), analizy społecznej percepcji ryzyka ekologicznego, analizy efektywności instytucji publicznych związanych z nauką. Helga Nowotny, badaczka STS z ETH, była jedną z założycielek Europejskiej Rady ds. Badań Naukowych.